# Calliobdella vivida
Calliobdella vivida är en ringmaskart som först beskrevs av Addison Emery Verrill 1872.  Calliobdella vivida ingår i släktet Calliobdella och familjen fiskiglar. Inga underarter finns listade i Catalogue of Life.